# Піїкані 147
Піїкані 147 (англ. Piikani 147) — індіанська резервація в Канаді, у провінції Альберта, у межах муніципального району Пінчер-Крик № 9.

## Населення
За даними перепису 2016 року, індіанська резервація нараховувала 1544 особи, показавши зростання на 26,9%, порівняно з 2011-м роком. Середня густина населення становила 3,6 осіб/км².
З офіційних мов обидвома одночасно володіли 5 жителів, тільки англійською — 1 500. Усього 245 осіб вважали рідною мовою не одну з офіційних, з них 240 — одну з корінних мов.
Працездатне населення становило 51,1% усього населення, рівень безробіття — 28,7%.
Середній дохід на особу становив $20 036 (медіана $16 032), при цьому для чоловіків — $17 347, а для жінок $22 510 (медіани — $11 974 та $18 763 відповідно).
19,9% мешканців мали закінчену шкільну освіту, не мали закінченої шкільної освіти — 36,3%, 43,8% мали післяшкільну освіту, з яких 13,1% мали диплом бакалавра, або вищий.
| Статево-вікова структура населення | Статево-вікова структура населення | Статево-вікова структура населення | Статево-вікова структура населення | Статево-вікова структура населення |
| ---------------------------------- | ---------------------------------- | ---------------------------------- | ---------------------------------- | ---------------------------------- |
|                                    |                                    |                                    |                                    |                                    |
| Всього                             | Всього                             | 50,5%49,5%                         |                                    |                                    |
| 0 — 14 років                       | 0 — 14 років                       |                                    | 24,6%                              | 24,6%                              |
| 15 — 64 років                      | 15 — 64 років                      |                                    | 66,7%                              | 66,7%                              |
| 65 і більше                        | 65 і більше                        |                                    | 8,7%                               | 8,7%                               |
| 85 і більше                        | 85 і більше                        |                                    | 0,3%                               | 0,3%                               |
| Середній вік (років)               | Середній вік (років)               | 32,134,3                           | 33,2                               | 33,2                               |
| Медіана (років)                    | Медіана (років)                    | 29,033,1                           | 31,1                               | 31,1                               |
| — чоловіки — жінки                 |                                    |                                    |                                    |                                    |

| Походження мешканців:     | Походження мешканців:     | Походження мешканців: | Походження мешканців: | Походження мешканців: |
| ------------------------- | ------------------------- | --------------------- | --------------------- | --------------------- |
| Походження                |                           |                       | осіб                  | %                     |
| Корінні американці        | Корінні американці        |                       | 1 495                 | 99.01%                |
| Інше північноамериканське | Інше північноамериканське |                       | 0                     | 0%                    |
| Європейське               | Європейське               |                       | 80                    | 5.3%                  |
| британське                | британське                |                       | 55                    | 3.64%                 |
| французьке                | французьке                |                       | 15                    | 0.99%                 |
| Африканське               | Африканське               |                       | 10                    | 0.66%                 |
| Океанійське               | Океанійське               |                       | 10                    | 0.66%                 |

## Клімат
Середня річна температура становить 5,4°C, середня максимальна – 22,4°C, а середня мінімальна – -14,1°C. Середня річна кількість опадів – 486 мм.
| Клімат поселення                              | Клімат поселення | Клімат поселення | Клімат поселення | Клімат поселення | Клімат поселення | Клімат поселення | Клімат поселення | Клімат поселення | Клімат поселення | Клімат поселення | Клімат поселення | Клімат поселення | Клімат поселення |
| Показник                                      | Січ.             | Лют.             | Бер.             | Квіт.            | Трав.            | Черв.            | Лип.             | Серп.            | Вер.             | Жовт.            | Лист.            | Груд.            |                  |
| Середній максимум, °C                         | −0,09            | 2,67             | 6,87             | 12,35            | 17,64            | 21,52            | 22,39            | 22,44            | 17,41            | 12,35            | 4,49             | 0,07             |                  |
| Середня температура, °C                       | −7,1             | −4,34            | −0,15            | 5,34             | 10,63            | 14,52            | 16,93            | 16,97            | 11,93            | 6,89             | −1               | −5,39            |                  |
| Середній мінімум, °C                          | −14,11           | −11,34           | −7,16            | −1,68            | 3,62             | 7,51             | 11,46            | 11,50            | 6,48             | 1,41             | −6,43            | −10,86           |                  |
| Норма опадів, мм                              | 20               | 22               | 32               | 34               | 65               | 94               | 49               | 48               | 52               | 26               | 25               | 19               |                  |
| Середньомісячна швидкість вітру, м/с          | 4.41             | 4.00             | 4.30             | 4.30             | 4.10             | 3.82             | 3.43             | 3.30             | 3.60             | 4.10             | 4.40             | 4.40             |                  |
| Середньомісячна сонячна радіація, кДж/м²·день | 4241             | 7712             | 13000            | 17197            | 20902            | 22038            | 23734            | 20272            | 14518            | 8745             | 4605             | 3355             |                  |
| --------------------------------------------- | ---------------- | ---------------- | ---------------- | ---------------- | ---------------- | ---------------- | ---------------- | ---------------- | ---------------- | ---------------- | ---------------- | ---------------- | ---------------- |
| Джерело:                                      |                  |                  |                  |                  |                  |                  |                  |                  |                  |                  |                  |                  |                  |